# CA Mitre
Club Atlético Mitre – argentyński klub piłkarski z siedzibą w mieście Santiago del Estero, stolicy prowincji Santiago del Estero. Jej główną działalnością jest piłka nożna. Od sezonu 2017/2018 po raz pierwszy w swojej historii rywalizuje w Primera Nacional – drugiej kategorii argentyńskiej piłki nożnej, w której obecnie uczestniczy.

## Osiągnięcia

### Krajowy
- Torneo del Interior (2): 1989/90. 1990/91 (w żadnym z 2 turniejów nie awansował, ale miał bardzo znaczące występy) Zwycięzca drugiego awansu Torneo Federal A 2016-17: Po opuszczeniu pięciokąta w pierwszym awansie, uzyskał awans do Primera B Nacional poprzez rewalidację, eliminując Gimnasia de Mendoza w rzutach karnych. (ogólny wynik 3-3).

### Regionalny
- Liga Santiagueña de Fútbol (35): 1913, 1916, 1917, 1921, Anual 1926, Torneo de Honor 1926, Anual 1927, Torneo de Honor 1927, Anual 1928, Torneo de Honor 1928, Anual 1932, Torneo de Honor 1932, Anual de 1936, 1956, 1962, Anual 1966, Torneo de Honor 1966, 1968, 1980, 1986, Primera División 1989, Primera División 1990, Primera División 1994, Liguilla Representación 1997, Clausura 1998, Liguilla Representación 1998, Apertura 1999, Anual 2002, Liguilla Representación 2007, Clausura 2009, Anual 2009, Clausura 2014, Apertura 2015, Clausura 2015.

## Historia

### Założenie (1907)
Do jego powstania powstały w wyniku towarzyskiego meczu pomiędzy drużynami zwanymi ulicami Mendoza i Mitre. Pierwsza prowadzona przez dr José Francisco Luisa Castiglione, a druga przez dr Humberto Palumbo. Ten ostatni wygrał i w hołdzie generałowi Bartolomé Mitre narzucono nazwę „Club Atlético Mitre”. Wszystko zaczęło się w domu przy ulicy Mitre 167. Kiedy „Klub Atlético Santiago” zniknął w wyniku fuzji z „Clubem Unión”, Mitre stał się najstarszą jednostką. Wybrane kolory to żółto-czarny, z pionowymi paskami, w hołdzie Peñarol.
Jej fundamenty zaznaczyły się przed i po w sporcie Santiago del Estero. Pomysł tej grupy entuzjastycznych wizjonerów zrodził kogoś, kto na przestrzeni lat zapisał chwałę w swojej historii, pozostawiając prestiż Santiago del Estero na szczycie z wybitnymi liderami i czołowymi graczami, którzy przewyższyli argentyńską piłkę nożną kluby i inne granice.
Na przestrzeni lat zyskała prestiż i popularność zarówno w prowincji Santiago del Estero, jak i poza nią. Te argumenty pozwoliły im zmierzyć się z mistrzami Argentyny i Ameryki Południowej w piłce nożnej, stając się pierwszą drużyną z Santiago, która tego dokonała, większość z nich u siebie, a reszta jako goście, jak w przypadku  River Plate, Racing, Boca Juniors, Independente, wśród innych drużyn biorących udział w erze amatorskiej piłki nożnej i zawodów Reprezentanci AFA w I lidze oraz w kategoriach awansowych.
Gigantycznymi krokami klub zaczął się rozwijać dzięki wsparciu członków i kibiców, nie tylko poprzez piłkę nożną, ale także inne dyscypliny takie jak koszykówka, lekkoatletyka, kolarstwo, piłka łopatkowa, piłka do bocce, koszykówka, piłka nożna kobiet, siatkówka, rugby, wrotkarstwo figurowe, między innymi. Stając się pierwszym klubem w województwie, w którym po raz pierwszy uprawiano wszystkie te dyscypliny.